# Лизель, Владимир Густавович
Владимир Густавович Лизель (Liselle; 16 июня 1854 или 1858, Екатеринбург — 1921) — российский чиновник и шахматист. Управляющий Харьковской главной складочной таможней (1905—1907).

## Карьера чиновника
Родился в дворянской семье. Учился в Александровском лицее (окончил в 1875 году). В 1875—1876 годах — на военной службе (в 5-й батарее лейб-гвардии 1-й Артиллерийской бригады). В 1877—1882 годах служил в департаменте окладных сборов Министерства финансов, однако вышел в отставку «по домашним обстоятельствам». В 1884 году вернулся на службу, но уже в департамент таможенных сборов, в 1889—1895 годах служил старшим столоначальником департамента.
В 1895—1896 годах служил ревизором при начальнике Радзивиловского таможенного округа (Царство Польское). В 1896 году после создания Радомского таможенного округа стал его окружным ревизором. В 1900—1907 годах служил в Харьковской главной складочной таможне, с января 1905 года по июль 1907 года возглавлял это учреждение. При этом стал первым управляющим этой таможней, «повышенным» из её служащих. В 1907 году вышел в отставку «по болезни».

## Карьера шахматиста
В 1879 году участвовал в турнире сильнейших шахматистов страны, организованном М. И. Чигориным, в котором занял 7-е место. Считался одним из сильнейших игроков в 1880—1890-х годах. Под конец жизни потерял зрение, однако продолжал играть в шахматы.

## Спортивные результаты
| Год  | Город     | Соревнование                                                                                  | + | − | = | Результат | Место |
| ---- | --------- | --------------------------------------------------------------------------------------------- | - | - | - | --------- | ----- |
| 1879 | Петербург | Турнир сильнейших шахматистов России                                                          | 2 | 4 | 0 | 2 из 6    | 7     |
| 1893 |           | Двухкруговой турнир двух пар консультантов против Михаила Чигорина (в паре с Иваном Зейботом) |   |   |   | из        |       |
| 1903 | Харьков   | Чемпионат Харькова                                                                            |   |   |   | 4 из 6    | 2     |
| 1903 | Харьков   | Матч против И. А. Селиванова                                                                  |   |   |   | из        | [ 7 ] |
| 1911 |           | Побочный турнир всероссийского съезда                                                         |   |   |   | из        |       |